# Gustavo Perrella
Gustavo Henrique Perrella Amaral Costa é um político e empresário brasileiro. Foi Deputado Estadual pelo estado de Minas Gerais aos 28 anos, exercendo seu mandato na Assembleia Legislativa do estado.
Foi vice-presidente de futebol do Cruzeiro Esporte Clube. Desde 1995 que vive no meio futebolístico quando seu pai, o ex-senador e ex-presidente do Cruzeiro, Zezé Perrella assumiu função de comandar o clube de futebol de Minas Gerais.

## Biografia
Gustavo Perrella é empresário e formado em administração de empresas.
Deputado Estadual (2011 - 2015), foi membro efetivo da Comissão de Constituição e Justiça e presidente da Comissão de Turismo, Indústria, Comércio e Cooperativismo.
Exerceu de Junho de 2016 a Dezembro de 2017 o cargo de Secretário Nacional de Futebol e Defesa dos Direitos do Torcedor, órgão do Ministério do Esporte, no Governo Michel Temer. Em 2018, foi nomeado diretor da CBF.
Gustavo Perrella foi superintendente de gestão e vice-presidente do Cruzeiro Esporte Clube.

## Escândalo da cocaína no helicóptero
Em 2013, um helicóptero de sua família foi flagrado transportando 445 kg de pasta base de cocaína e teve sua carga apreendida ao aterrissar em uma fazenda em Afonso Cláudio, no Espírito Santo, no dia 24 de novembro.
Em nota à imprensa, divulgada em 10 de dezembro do mesmo ano, referente à  investigação sobre a apreensão da cocaína, a Superintendência da Polícia Federal do Espírito Santo informou que até então não ficara configurado "qualquer indício de envolvimento da empresa proprietária do helicóptero utilizado para o transporte da droga, nem de seus representantes legais",  e que as investigações apontavam para "envolvimento isolado do piloto da empresa." Ainda segundo a nota de 2013, "a investigação segue atualmente perante a Justiça Federal no Estado do Espírito Santo, com o acompanhamento do Ministério Público Federal." Nem Zezé Perrella, nem seu filho, o deputado estadual Gustavo Perrella, foram indiciados, e o helicóptero lhes foi devolvido  (o que, em tese,  contraria o disposto no art. 62 da Lei Antidrogas).

Em 19 de Dezembro de 2018 cinco acusados de tráfico de drogas foram condenados, Rogério Almeida Júnior, piloto da aeronáve, e Alexandre José de Oliveira Júnior, copiloto, foram condenados a 10 anos e quatro meses de prisão, Robson Ferreira Dias a oito anos e oito meses, Everaldo Lopes de Souza a nove anos e quatro meses, e o dono da fazenda foi condenado a 10 anos e oito meses de prisão.